# Gastrophrynoides
Gastrophrynoides is een geslacht van kikkers uit de familie smalbekkikkers (Microhylidae). De groep werd voor het eerst wetenschappelijk beschreven door Gladwyn Kingsley Noble in 1926.
De twee soorten komen voor in delen van Azië en leven endemisch in Maleisië in Sarawak op het eiland Borneo. Mogelijk komen ze ook voor in Indonesië. Over de levenswijze en biologie van de soorten is vrijwel niets bekend.

## Taxonomie
Geslacht Gastrophrynoides
- Soort Gastrophrynoides borneensis
- Soort Gastrophrynoides immaculatus

Aphantophryne · 
Asterophrys · 
Austrochaperina · 
Barygenys · 
Callulops · 
Choerophryne · 
Cophixalus · 
Copiula · 
Gastrophrynoides · 
Genyophryne · 
Hylophorbus · 
Liophryne · 
Mantophryne · 
Metamagnusia · 
Oninia · 
Oreophryne · 
Oxydactyla · 
Paedophryne · 
Pseudocallulops · 
Sphenophryne · 
Xenorhina